# 1966-1967シーズンのNBA
1966-1967シーズンのNBAは、NBAの21回目のシーズンである。シーズンは1966年10月15日に始まり、1967年4月24日に全日程が終了した。

## シーズン前

### ドラフト
この年から地域ドラフト（Territorial pick）が廃止される。ドラフトではカジー・ラッセルが、ニューヨーク・ニックスから全体1位指名を受けた。他にデイブ・ビン、クライド・リー、ルー・ハドソン、ジャック・マリンらが指名を受けている。

### その他
- 新たにシカゴ・ブルズが加盟し、チーム数は10に増えた。ブルズの誕生に伴い、NBA初のエクスパンション・ドラフトが行われ、ジェリー・スローンらがブルズの創設メンバーとなった。またブルズがウエスタン・デビジョンに編入されたことにより、ボルチモア・ブレッツはイースタン・デビジョンに編入された。
- ボストン・セルティックスのビル・ラッセルは、選手兼任のままチームのヘッドコーチに就任した。黒人のヘッドコーチ就任はアメリカ四大メジャースポーツ初。
- 2代目コミッショナーにJ・ウォルター・ケネディが就任。
- レギュラーシーズン80試合が81試合に増加された。

## シーズン

### オールスター
- 開催日：2月10日
- 開催地：サンフランシスコ
- オールスターゲーム　イースト 135－127 ウエスト
- MVP：リック・バリー　（サンフランシスコ・ウォリアーズ）

### イースタン・デビジョン
| チーム                   | 勝 | 負 | 勝率 | ゲーム差 |
| ------------------------ | -- | -- | ---- | -------- |
| フィラデルフィア・76ers  | 68 | 13 | .840 | -        |
| ボストン・セルティックス | 60 | 21 | .741 | 8        |
| シンシナティ・ロイヤルズ | 39 | 42 | .481 | 29       |
| ニューヨーク・ニックス   | 36 | 45 | .444 | 32       |
| ボルチモア・ブレッツ     | 20 | 61 | .247 | 48       |

### ウエスタン・デビジョン
| チーム                         | 勝 | 負 | 勝率 | ゲーム差 |
| ------------------------------ | -- | -- | ---- | -------- |
| サンフランシスコ・ウォリアーズ | 44 | 37 | .543 | -        |
| セントルイス・ホークス         | 39 | 42 | .481 | 5        |
| ロサンゼルス・レイカーズ       | 36 | 45 | .444 | 8        |
| シカゴ・ブルズ                 | 33 | 48 | .407 | 11       |
| デトロイト・ピストンズ         | 30 | 51 | .370 | 14       |

### スタッツリーダー
| 部門       | 選手                   | チーム                         | 記録  |
| ---------- | ---------------------- | ------------------------------ | ----- |
| 得点       | リック・バリー         | サンフランシスコ・ウォリアーズ | 2,775 |
| リバウンド | ウィルト・チェンバレン | フィラデルフィア・76ers        | 1,957 |
| アシスト   | ガイ・ロジャーズ       | シカゴ・ブルズ                 | 908   |
| FG%        | ウィルト・チェンバレン | フィラデルフィア・76ers        | 68.3  |
| FT%        | エイドリアン・スミス   | シンシナティ・ロイヤルズ       | 90.3  |

※1969-70シーズン以前はアベレージよりも通算でスタッツリーダーが決められていた。

### 各賞
- 最優秀選手: ウィルト・チェンバレン, フィラデルフィア・76ers
- ルーキー・オブ・ザ・イヤー: デイブ・ビン, デトロイト・ピストンズ
- 最優秀コーチ賞: ジョニー・カー, シカゴ・ブルズ

- All-NBA First Team:
  - ウィルト・チェンバレン, フィラデルフィア・76ers
  - オスカー・ロバートソン, シンシナティ・ロイヤルズ
  - ジェリー・ウェスト, ロサンゼルス・レイカーズ
  - エルジン・ベイラー, ロサンゼルス・レイカーズ
  - リック・バリー, サンフランシスコ・ウォリアーズ

- All-NBA Rookie Team:
  - ジャック・マリン, ボルチモア・ブレッツ
  - デイブ・ビン, デトロイト・ピストンズ
  - アーウィン・ミュラー, シカゴ・ブルズ
  - ルー・ハドソン, セントルイス・ホークス
  - カジー・ラッセル, ニューヨーク・ニックス

### シーズン概要
- フィラデルフィア・76ersが当時のNBA記録となる68勝を記録。前半の40試合では37勝3敗と驚異的な勝率を誇った。どうしてもボストン・セルティックスに勝てない76ersは、新たにアレックス・ハナムをヘッドコーチとして迎え入れた。ハナムはウィルト・チェンバレン一人に頼るオフェンスを改めさせ、得点を分散させる方針を採った。これによりNBAデビュー以来7シーズン連続で得点王を獲得してきたチェンバレンの得点アベレージは初めて30得点を下回り、24.1得点という成績だった。しかしシュート回数をパスに回した分、アシスト数は急上昇し、このシーズンは平均7.8アシストでリーグ3位を記録し、MVPも2年連続で受賞した。チームも前季二桁得点は4選手だったのに対し、このシーズンは6選手まで増え、チーム全体では前季の平均117.3得点から平均125.1得点とオフェンス力が大きく向上した。
- 初の黒人ヘッドコーチに率いられる王者ボストン・セルティックスは、一部からチームの白人選手たちがビル・ラッセルの指導のもとでプレイできるか疑問視されていたが、セルティックスは前季を上回る60勝を記録して周囲の不安を払拭し、そしてラッセルは選手としてもリバウンドでリーグ3位に入るなどチームの大黒柱として活躍した。
- チェンバレンが去り成績が大きく落ち込んでいたサンフランシスコ・ウォリアーズは、リック・バリーがチェンバレンから得点王の座を奪う活躍を見せ、またネイト・サーモンドもチェンバレンにかわる新たなスターとして存在感を示し、チェンバレンが去って以来のデビジョン優勝を飾った。
- ニューヨーク・ニックスは7年ぶりにプレーオフに進出。シカゴ・ブルズも創設1年目にしてプレーオフに進出した。
- シーズン中の2月1日、ABAが創設される。

## プレーオフ・ファイナル
10チームとなったことで、プレーオフのフォーマットが11年ぶりに改定された。第1シードを含む全プレーオフ出場チームが1回戦（デビジョン準決勝）から参戦し、1回戦のみが5戦3勝制、デビジョン決勝、ファイナルは7戦4勝制となった。
|  | デビジョン準決勝 | デビジョン準決勝 | デビジョン準決勝 |                |   | デビジョン決勝 | デビジョン決勝 | デビジョン決勝 |  |  | ファイナル | ファイナル   | ファイナル |
|  |                  |                  |                  |                |   |                |                |                |  |  |            |              |            |
|  | 1                | ウォリアーズ     | 3                |                |   |                |                |                |  |  |            |              |            |
|  | 3                | レイカーズ       | 0                |                |   |                |                |                |  |  |            |              |            |
|  | 3                | レイカーズ       | 0                |                | 1 | ウォリアーズ   | 4              |                |  |  |            |              |            |
|  | Western Division |                  |                  |                | 1 | ウォリアーズ   | 4              |                |  |  |            |              |            |
|  |                  |                  | 2                | ホークス       | 2 |                |                |                |  |  |            |              |            |
|  | 4                | ブルズ           | 2                | ホークス       | 2 | 0              |                |                |  |  |            |              |            |
|  | 4                | ブルズ           |                  |                |   | 0              |                |                |  |  |            |              |            |
|  | 2                | ホークス         | 3                |                |   |                |                |                |  |  |            |              |            |
|  |                  |                  |                  |                |   |                |                |                |  |  | W1         | ウォリアーズ | 2          |
|  |                  |                  | E1               | 76ers          | 4 |                |                |                |  |  |            |              |            |
|  | 1                | 76ers            | 3                |                |   |                |                |                |  |  |            |              |            |
|  | 3                | ロイヤルズ       | 1                |                |   |                |                |                |  |  |            |              |            |
|  | 3                | ロイヤルズ       | 1                |                | 1 | 76ers          | 4              |                |  |  |            |              |            |
|  | Eastern Division |                  |                  |                | 1 | 76ers          | 4              |                |  |  |            |              |            |
|  |                  |                  | 2                | セルティックス | 1 |                |                |                |  |  |            |              |            |
|  | 4                | ニックス         | 2                | セルティックス | 1 | 1              |                |                |  |  |            |              |            |
|  | 4                | ニックス         |                  |                |   | 1              |                |                |  |  |            |              |            |
|  | 2                | セルティックス   | 3                |                |   |                |                |                |  |  |            |              |            |

### セルティックス堕つ
前人未到の八連覇を記録し、このシーズンも優勝候補最右翼だったボストン・セルティックスがデビジョン決勝で姿を消した。セルティックスに8年ぶりのプレーオフ途中敗退を味わわせたのは、セルティックス支配が続いたこの8年間、最も辛酸を舐めさせ続けられたウィルト・チェンバレン率いるフィラデルフィア・76ersだった。76ersが4勝1敗でこの8年間誰も成し遂げられなかったセルティックス打倒をやってのけた瞬間、コート上は押し寄せた76ersファンで溢れかえった。しかし76ersが真の栄光を掴むためには、最後の一山を越えなければならなかった。
76ersの対戦相手として西から勝ち上がってきたのは、チェンバレンがルーキーイヤーから5シーズン在籍したサンフランシスコ・ウォリアーズだった。チェンバレンが去って1年と2ヶ月、ウォリアーズは彼が在籍した頃とは全く別のチームに生まれ変わっていた。チェンバレンにかわる新たなエースセンターとしてネイト・サーモンドが台頭し、さらにNBA2年目のリック・バリーはチェンバレンから得点王の座を奪うほどの活躍ぶりだった。
ファイナルでは76ersのスタッツに奇妙な症状が表れた。第1戦は、オーバータイムにもつれた末に141-135で76ersがものにしたが、NBA始まって以来の最強のオフェンスマシーン、ウィルト・チェンバレンが僅か15得点に終わった。続く第2戦も76erが勝利したが、チェンバレンは第1戦をさらに下回る10得点だった。第3戦は新得点王のリック・バリーの得点力が爆発し、55得点を記録してウォリアーズをシリーズ1勝目に導いたが、第4戦は76ersが勝利し、優勝に王手をかけた。この試合でもチェンバレンの得点は大人しいものだった。これはチェンバレンが失調したわけではなく、これこそがチェンバレンがこの8年間で学び、アレックス・ハナムが推し進めたチーム改革の成果であった。チェンバレンは得点に対する欲を捨ててこのシリーズでは特にディフェンスに力を注ぎ、第1戦の第4Q終盤では、サヨナラ勝ちを狙うネート・サーモンドをブロックし、76ersが優勝を決めた第6戦でチェンバレンは6ブロックを記録した。チェンバレンがディフェンスに集中する分、チームの得点源はハル・グリアに移り、またチェット・ウォーカーやビリー・カニンガムらもオフェンスの主軸として活躍し、76ersの優勝に大きく貢献した。
76ersにとっては11年ぶりの優勝となり、チェンバレンにとってはNBA8年目にして悲願の優勝となった。またアレックス・ハナムは1957-58シーズンのセントルイス・ホークス以来2度目の優勝となり、異なる2つのチームで優勝したNBA初のヘッドコーチとなった。

## ラストシーズン
- K.C.ジョーンズ　（1959-67）